# Bethaus der Baptisten in Felde

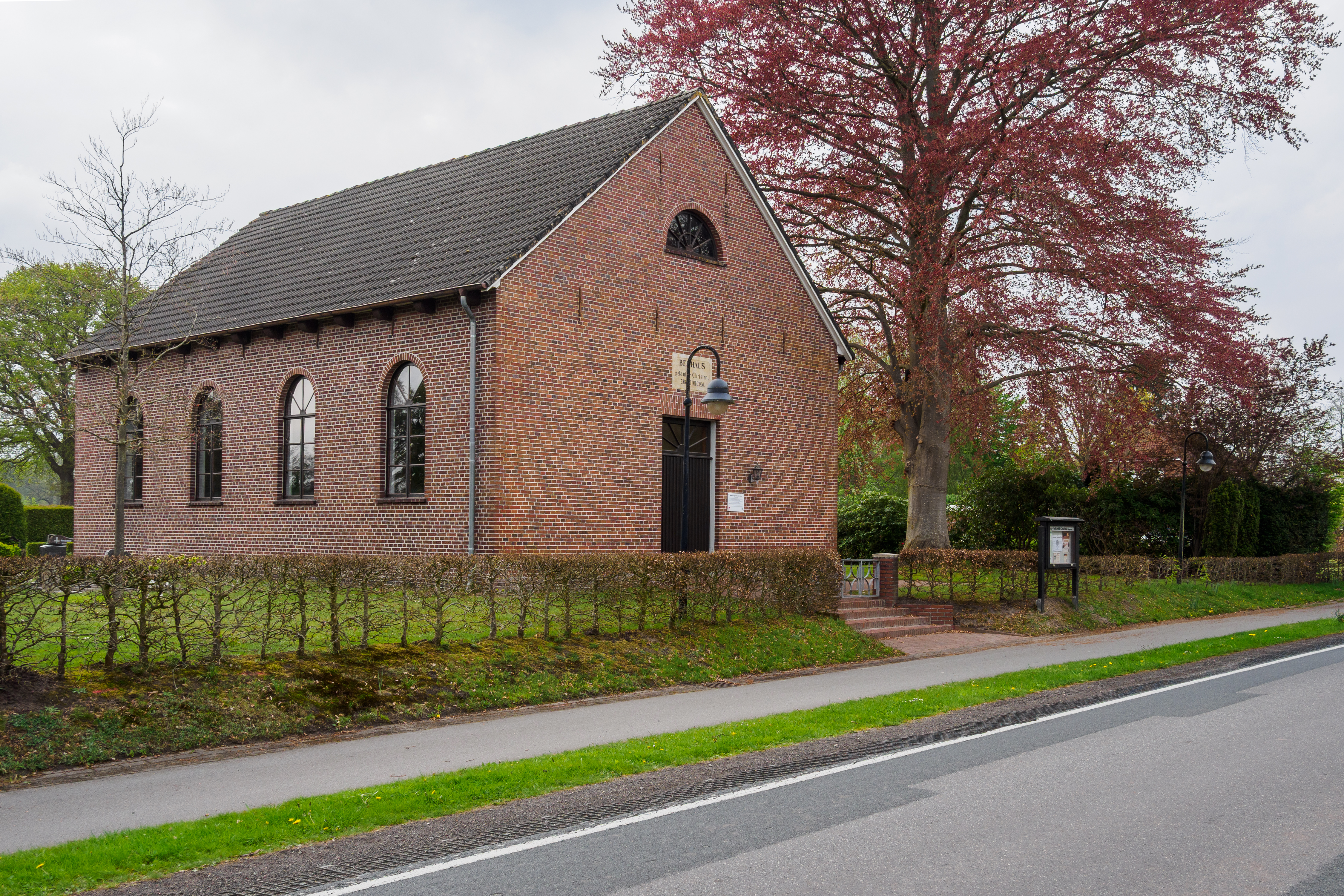
Bethaus in Felde

Das Bethaus der Baptisten in Felde wurde 1850 erbaut und ist das älteste erhaltene baptistische Gotteshaus Kontinentaleuropas. Das Bethaus befindet sich in Felde an der Wittenheimstraße 22. Felde ist heute ein Ortsteil der ungefähr 4 km entfernten ammerländischen Kreisstadt Westerstede. Die älteren Baptistenkirchen in Hamburg (erbaut 1847) und Berlin (erbaut 1848) wurden während des Zweiten Weltkrieges zerstört.

## Geschichte

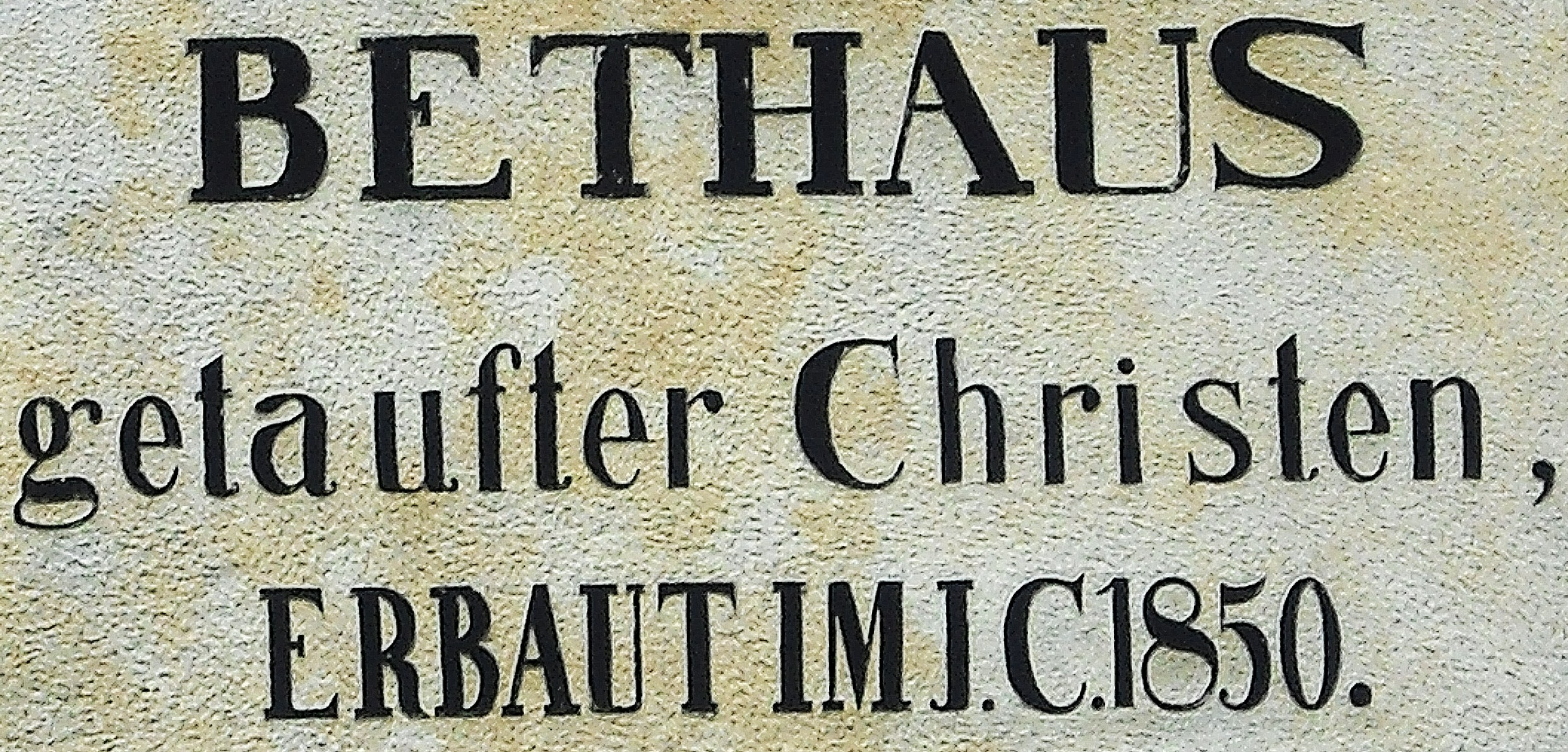
Sandsteintafel im Giebel des Bethauses

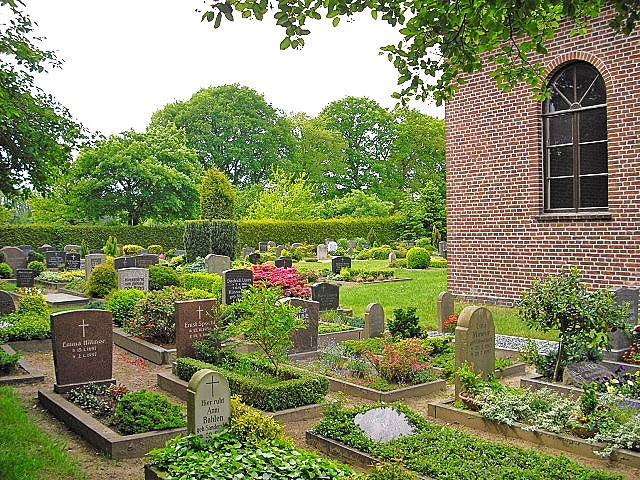
Baptistischer Friedhof beim Bethaus

Nachdem Frerich Bohlken, der Älteste der am 23. September 1849 von den Baptisten in Jever aus gegründeten Gemeinde getaufter Christen in Halsbek, mehrfach erfolglos den lutherischen Pastor um Mitnutzung der evangelischen Kirche Westerstede gebeten hatte, entschloss sich die junge Gemeinde Anfang 1850, mit dem Bau eines eigenen Gotteshauses zu beginnen. Für das Bauvorhaben wurde Felde gewählt, da es im Blick auf die Wohnorte der damaligen Mitglieder günstig lag. Bohlken schrieb in seinen Lebenserinnerungen:

„Zu diesem Bau bewog uns die mancherley Unordnung, die gewöhnlich in den Wohnhäusern bei den Religiösen Zusammenkünften stattfindet.“

Schon im Januar 1850 wurde das erste Baumaterial angefahren. Johann Gerhard Oncken, der Begründer der meisten kontinentaleuropäischen Baptistenkirchen, unterstützte diesen Neubau nach Kräften, indem er Dachziegel organisierte und Spendengelder aus England und den Vereinigten Staaten zur Verfügung stellte. Auch die anderen nordwestdeutschen Baptisten, die sich selbst noch in Wohnzimmern und Scheunen zu ihren Gottesdiensten versammelten, trugen die finanziellen Lasten des Bethaus-Neubaus mit. Mittels einer Anzeige, die Bohlken in den Oldenburger Anzeigen am 9. März 1850 schaltete, versuchte die ca. 30 Mitglieder starke Gemeinde weitere Spender unter den befreundeten Christen des Ammerlands zu gewinnen. Der Text dieser Anzeige lautete:

„Halsbek im Amt Westerstede. Allen Freunden und Bekannten hiermit die Anzeige, daß die Gemeinde der getauften Christen allhier mit dem Bau einer Capelle begonnen hat. Da dies Gebäude aus den Mitteln freiwilliger Gelder gebaut wird, so bittet man zugleich alle Diejenigen so Gottes Sache am Herzen liegt und welche sich daher auch durch eine Gabe mit an dem begonnenen Werke betheiligen möchten, dem Unterzeichneten davon Nachricht geben zu wollen. Frerich Bohlken.“

## Beschreibung des Bethauses anlässlich der Einweihung

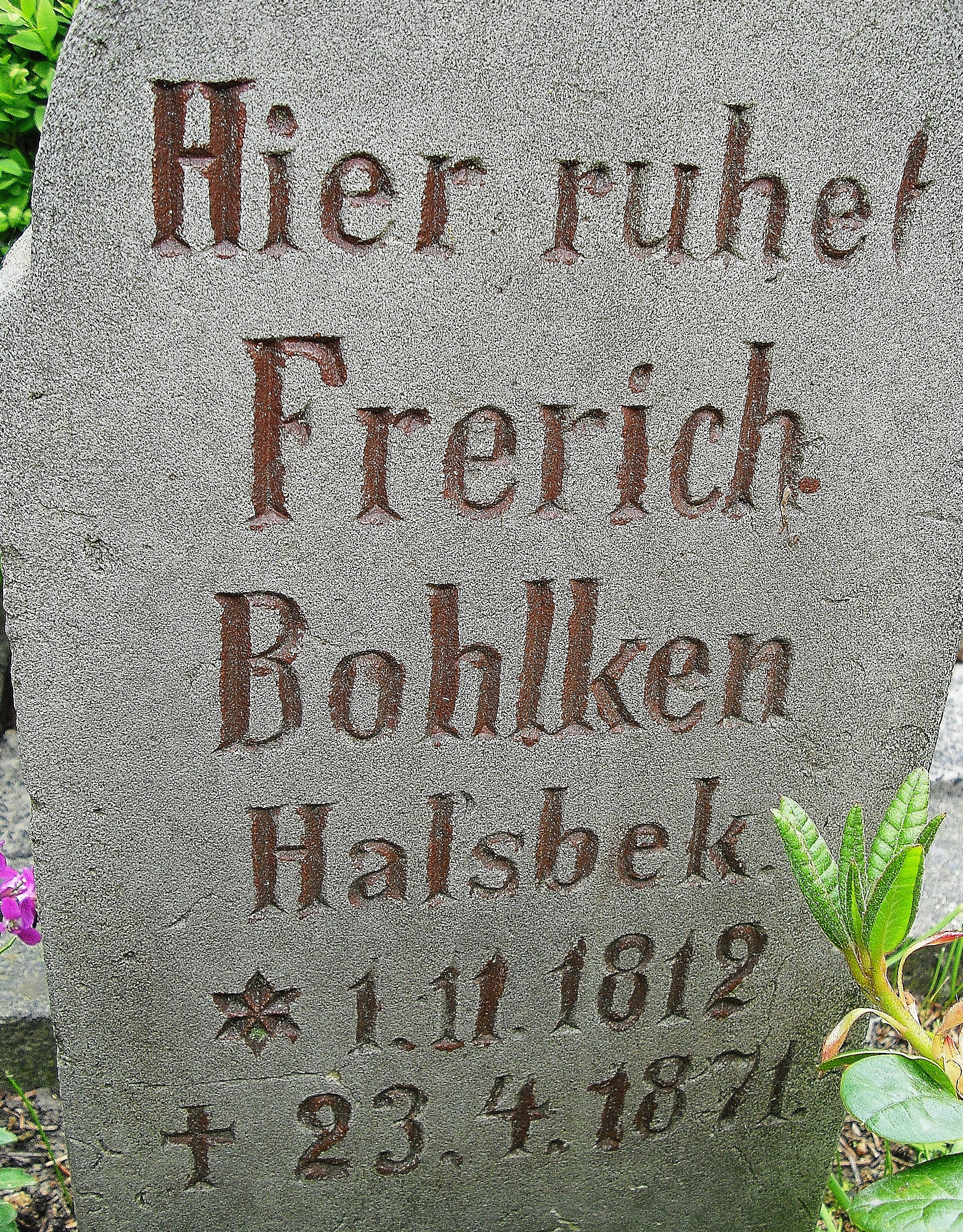
Grabstein des Bethaus-Erbauers Frerich Bohlken

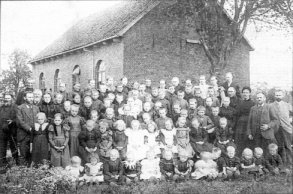
Sonntagsschüler vor dem Bethaus in Felde um 1898

Bereits im September 1850 konnte das Bethaus der Baptisten seiner Bestimmung übergeben werden. In Vertretung von Johann Gerhard Oncken, der sich auf einer Reise in Schottland befand, übernahm Julius Köbner die Predigt des Eröffnungsgottesdienstes. In seinem Tagebuch vermerkte Köbner:

„Wir fuhren tags zuvor mit dem Wagen des Gutsbesitzers nach Felde, um die Kapelle zu besehen. Schon aus weiter Ferne blickte sie uns mit ihrem neuen rothen Dache aus dem Grün der Bäume und dem Grau der Strohdächer freundlich entgegen. Sie tritt um so mehr hervor, da keine Kirche und kein Haus mit einem Ziegeldache sich im Dörfchen befindet ... Nun sah ich das vollendete Gebäude, welches durch seine gute Ausführung trotz seiner Einfachheit einen angenehmen Eindruck macht. Es liegt sehr passend an einer Landstraße, im Mittelpunkt mehrerer Ortschaften, in welchen die Mitglieder wohnen. Die eine Giebelseite mit der Flügelthüre, welche den Eingang bildet, ist der Landstraße zugekehrt. An jeder der beiden Seiten, welche die Länge des Gebäudes bilden, befinden sich vier Bogenfenster. Die Mauern, von dunkelbraunrothen Ziegeln mit weißem Kalkgefüge, scheinen sehr fest und dauerhaft. Material und Arbeit sollen in der That auch sehr gut sein.“

Das Innere des Bethauses wurde von Köbner so beschrieben:

„Zunächst gelangt man beim Betreten in einen Vorraum, anliegend zwei Zimmer für Stille und Gespräch. Hinter der inneren Eingangstür öffnet sich der langgestreckte Saal. Der Mittelgang führt zum Abendmahlstisch, der sehr einfach mit einer blauen Decke belegt, und zur Kanzel, die kathederartig mit einer Thür an jeder Seite. Über dem Pult hängt eine kleine blaue Sammetdecke mit weißer Borde ...“

Ein Kreuz oder ein Taufbecken waren nicht vorhanden.
Die Bänke des Bethauses besaßen Rückenlehnen, was für Kapellengebäude jener Zeit als Luxusausstattung galt. Das „lichtreiche Innere“ der Kirche machte auf die Besucher – so Köbner – einen angenehmen Eindruck. Das Platzangebot war angesichts der 30 Mitglieder überdimensioniert; Köbner schätzte die Anzahl der Sitzplätze auf 350.

## Das Bethaus in Felde heute
Die Gemeinde getaufter Christen, heute Evangelisch-Freikirchliche Gemeinde (Baptisten), hat ihren Arbeitsschwerpunkt nach Westerstede verlagert, wo sie ein modernes Gemeindezentrum besitzt. Das Bethaus in Felde wird allerdings immer noch gottesdienstlich genutzt – für Sonderveranstaltungen und für Trauerfeiern, da sich auf dem Grundstück der Felder Kapelle ein baptistischer Friedhof befindet. Im Inneren des Bethauses wurden im Laufe der Jahrzehnte einige Umbaumaßnahmen vorgenommen. So wurde unter anderem die Möblierung erneuert und die Empore entfernt. Das Dach der Kapelle wurde 1975 renoviert.
Das Gebäude steht unter Denkmalschutz.

## Weitere Bethäuser
- Bethaus der Baptisten in Jever (1858)